# فقط یک پسر
فقط یک پسر (به انگلیسی: Only a Lad) اولین گروه موج نو آمریکایی اوینگو بوینگو می‌باشد که در سال ۱۹۸۱ توسط ای-اند-ام رکوردز منتشر گردید.